# Campeonato Sul-Americano de Futebol Sub-17 de 2023
O Campeonato Sul-Americano de Futebol Sub-17 de 2023, oficialmente CONMEBOL Sul-Americano Sub-17 Equador 2023 (espanhol: CONMEBOL Sudamericano Sub-17 Ecuador 2023) foi a 19ª edição da competição organizada pela Confederação Sul-Americana de Futebol (CONMEBOL) para jogadores com até 17 anos de idade. O evento foi realizado no Equador entre os dias 30 de março e 23 de abril, retornando após quatro anos com o cancelamento da edição de 2021 por conta da pandemia de COVID-19.
As quatro equipes melhores colocadas se classificaram para a Copa do Mundo FIFA Sub-17 de 2023. O título foi conquistado pelo Brasil no que foi a 13ª conquista no geral. Equador, Argentina e Venezuela completaram a relação de classificados ao mundial.

## Equipes participantes
Todas as dez equipes filiadas a CONMEBOL participaram do evento:
| - Argentina (atual campeã) - Bolívia - Brasil - Chile - Colômbia | - Equador (anfitrião) - Paraguai - Peru - Uruguai - Venezuela |

## Sedes
Um total de cinco estádios foram utilizados no campeonato, nas cidades de Guaiaquil e Quito.
| Guaiaquil Quito |                                      |                        |                    |
| Guaiaquil Quito | Guaiaquil                            | Guaiaquil              | Guaiaquil          |
| --------------- | ------------------------------------ | ---------------------- | ------------------ |
| Guaiaquil Quito | Estádio Christian Benítez Betancourt | Estádio George Capwell | Estádio Monumental |
| Guaiaquil Quito | Capacidade: 10 152                   | Capacidade: 40 020     | Capacidade: 59 283 |
| Guaiaquil Quito |                                      |                        |                    |
| Guaiaquil Quito | Quito                                |                        |                    |
| Guaiaquil Quito | Estádio Olímpico Atahualpa           | Estádio Casa Blanca    |                    |
| Guaiaquil Quito | Capacidade: 35 258                   | Capacidade: 41 575     |                    |
| Guaiaquil Quito |                                      |                        |                    |

## Árbitros
A Comissão de Árbitros da CONMEBOL selecionou dez árbitros e vinte assistentes, incluindo um trio da Europa como parte do memorando de entendimento entre a CONMEBOL e a UEFA.
| Árbitros            | Assistentes                                               |
| ------------------- | --------------------------------------------------------- |
| ARG Andrés Merlos   | ARG Pablo González ARG Sebastián Raineir                  |
| BOL Dilio Rodríguez | BOL Roger Orellana BOL Rubén Flores                       |
| BRA Sávio Sampaio   | BRA Guilherme Dias Camilo BRA Nailton Sousa               |
| CHI Felipe González | CHI Juan Serrano CHI Carlos Poblete                       |
| COL Carlos Betancur | COL Miguel Roldán COL Richard Ortiz COL David Fuentes[AS] |

| Árbitros                                   | Assistentes                                                      |
| ------------------------------------------ | ---------------------------------------------------------------- |
| ECU Augusto Aragón                         | ECU Juan Aguiar ECU Andrés Tola                                  |
| PER Michael Espinoza PER Roberto Pérez[AS] | PER Roberto Pérez PER Coty Carrera                               |
| URU José Burgos                            | URU Pablo Llarena URU Santiago Fernández URU Agustín Berisso[AS] |
| VEN Ángel Arteaga                          | VEN Carlos López VEN Antoni García                               |
| ITA Simone Sozza                           | ITA Giovanni Baccini ITA Davide Imperiale                        |

- AS ^ Árbitro de suporte

## Sorteio
O sorteio foi realizado em 24 de fevereiro de 2023 na sede da CONMEBOL em Luque, no Paraguai. O anfitrião Equador e a campeã vigente Argentina foram alocados nos grupos A e B respectivamente, enquanto as demais seleções completaram os demais potes de acordo com as posições no Campeonato Sul-Americano de 2019.
| Cabeças de chave  | Pote 2         | Pote 3       | Pote 4           | Pote 5           |
| ----------------- | -------------- | ------------ | ---------------- | ---------------- |
| Equador Argentina | Chile Paraguai | Peru Uruguai | Brasil Venezuela | Colômbia Bolívia |

## Primeira fase
As 10 equipes participantes foram divididas em dois grupos de cinco equipes cada. As três primeiras colocadas em cada um dos grupos avançam para a fase final.
Em caso de empate por pontos em qualquer uma das posições, a classificação é determinada de acordo com os seguintes critérios, por ordem:
1. Resultado entre as equipes empatadas;
  - Pontos no confronto direto entre as equipes empatadas;
  - Diferença de gols no confronto direto entre as equipes empatadas;
  - Gols marcados em confrontos diretos entre os times empatados;
2. Diferença de gols em todos os jogos do grupo;
3. Gols marcados em todos os jogos do grupo;
4. Menos cartões vermelhos recebidos;
5. Menos cartões amarelos recebidos;
6. Sorteio.

Todas as partidas seguem o fuso horário do Equador (UTC−5).

### Grupo A
| Pos | Equipe   | Pts | J | V | E | D | GP | GC | SG | Classificado |
| --- | -------- | --- | - | - | - | - | -- | -- | -- | ------------ |
| 1   | Brasil   | 10  | 4 | 3 | 1 | 0 | 11 | 3  | +8 | Fase final   |
| 2   | Chile    | 7   | 4 | 2 | 1 | 1 | 5  | 4  | +1 | Fase final   |
| 3   | Equador  | 5   | 4 | 1 | 2 | 1 | 7  | 5  | +2 | Fase final   |
| 4   | Uruguai  | 4   | 4 | 1 | 1 | 2 | 2  | 5  | −3 |              |
| 5   | Colômbia | 1   | 4 | 0 | 1 | 3 | 1  | 9  | −8 |              |

| 30 de março | Colômbia | 0 – 0     | Uruguai | Estádio Christian Benítez Betancourt, Guaiaquil |
| 16:30       |          | Relatório |         | Árbitro: ARG Andrés Merlos                      |

| 30 de março | Equador                    | 2 – 2     | Brasil              | Estádio Christian Benítez Betancourt, Guaiaquil |
| 19:00       | Reyes 87' · De Jesús 90+1' | Relatório | Kauã Elias 23', 36' | Árbitro: PER Roberto Pérez                      |

| 1 de abril | Brasil                               | 3 – 0     | Chile | Estádio Christian Benítez Betancourt, Guaiaquil |
| 16:30      | Kauã Elias 30', 36' · João Pedro 87' | Relatório |       | Árbitro: VEN Ángel Arteaga                      |

| 1 de abril | Colômbia | 0 – 4     | Equador                                       | Estádio Christian Benítez Betancourt, Guaiaquil |
| 19:00      |          | Relatório | Obando 26', 81' · De Jesús 76' · Bermúdez 88' | Árbitro: BOL Dilio Rodríguez                    |

| 3 de abril | Chile                 | 2 – 0     | Uruguai | Estádio Monumental, Guaiaquil |
| 16:30      | Hales 33' · Román 59' | Relatório |         | Árbitro: PER Roberto Pérez    |

| 3 de abril | Brasil                                             | 3 – 1     | Colômbia  | Estádio Monumental, Guaiaquil |
| 19:00      | Dudu 54' (pen.) · Riquelme Fillipi 69' · Rayan 87' | Relatório | López 67' | Árbitro: ITA Simone Sozza     |

| 5 de abril | Chile                     | 2 – 0     | Colômbia | Estádio Monumental, Guaiaquil |
| 16:30      | Campos 57' · Riquelme 77' | Relatório |          | Árbitro: VEN Ángel Arteaga    |

| 5 de abril | Uruguai                          | 2 – 0     | Equador | Estádio Monumental, Guaiaquil |
| 20:00      | González 47' · Barone 77' (pen.) | Relatório |         | Árbitro: ARG Andrés Merlos    |

| 7 de abril | Equador      | 1 – 1     | Chile       | Estádio Christian Benítez Betancourt, Guaiaquil |
| 19:00      | Bermúdez 55' | Relatório | Ampuero 39' | Árbitro: PER Roberto Pérez                      |

| 7 de abril | Uruguai | 0 – 3     | Brasil                                    | Estádio George Capwell, Guaiaquil |
| 19:00      |         | Relatório | Rayan 66' · Lorran 84' · Matheus Reis 90' | Árbitro: VEN Ángel Arteaga        |

### Grupo B
| Pos | Equipe    | Pts | J | V | E | D | GP | GC | SG | Classificado |
| --- | --------- | --- | - | - | - | - | -- | -- | -- | ------------ |
| 1   | Argentina | 10  | 4 | 3 | 1 | 0 | 9  | 3  | +6 | Fase final   |
| 2   | Paraguai  | 8   | 4 | 2 | 2 | 0 | 9  | 3  | +6 | Fase final   |
| 3   | Venezuela | 5   | 4 | 1 | 2 | 1 | 5  | 5  | 0  | Fase final   |
| 4   | Bolívia   | 3   | 4 | 1 | 0 | 3 | 3  | 7  | −4 |              |
| 5   | Peru      | 1   | 4 | 0 | 1 | 3 | 1  | 9  | −8 |              |

| 31 de março | Bolívia                     | 2 – 1     | Peru      | Estádio George Capwell, Guaiaquil |
| 16:30       | Paniagua 70' · Mamani 90+2' | Relatório | Soyer 29' | Árbitro: BRA Sávio Sampaio        |

| 31 de março | Argentina                                      | 4 – 2     | Venezuela                        | Estádio George Capwell, Guaiaquil |
| 19:00       | Echeverri 14' · López 21' · Ruberto 45+1', 63' | Relatório | Martínez 31' (pen.) · Colina 36' | Árbitro: COL Carlos Betancur      |

| 2 de abril | Venezuela      | 1 – 1     | Paraguai           | Estádio George Capwell, Guaiaquil |
| 16:30      | Martínez 90+2' | Relatório | Villalba 62' (pen) | Árbitro: CHI Felipe González      |

| 2 de abril | Bolívia | 0 – 1     | Argentina | Estádio George Capwell, Guaiaquil |
| 20:30      |         | Relatório | Acuña 69' | Árbitro: ECU Augusto Aragón       |

| 4 de abril | Venezuela                 | 2 – 0     | Bolívia | Estádio George Capwell, Guaiaquil |
| 18:00      | Martínez 53' · Arango 61' | Relatório |         | Árbitro: BRA Sávio Sampaio        |

| 4 de abril | Paraguai                                | 4 – 0     | Peru | Estádio George Capwell, Guaiaquil |
| 20:30      | Villalba 38' · Miño 67', 74' · Mora 84' | Relatório |      | Árbitro: URU José Burgos          |

| 6 de abril | Paraguai                                       | 3 – 1     | Bolívia    | Estádio George Capwell, Guaiaquil |
| 16:30      | Villalba 20' · Tórrez 32' (g.c.) · Riveros 37' | Relatório | Tórrez 84' | Árbitro: COL Carlos Betancur      |

| 6 de abril | Peru | 0 – 3     | Argentina                        | Estádio George Capwell, Guaiaquil |
| 19:00      |      | Relatório | Echeverri 17', 37' · Ruberto 22' | Árbitro: ECU Augusto Aragón       |

| 8 de abril | Peru | 0 – 0     | Venezuela | Estádio Christian Benítez Betancourt, Guaiaquil |
| 19:00      |      | Relatório |           | Árbitro: URU José Burgos                        |

| 8 de abril | Argentina     | 1 – 1     | Paraguai     | Estádio George Capwell, Guaiaquil |
| 19:00      | Gutiérrez 87' | Relatório | Balbuena 34' | Árbitro: CHI Felipe González      |

## Fase final
| Pos | Equipe     | Pts | J | V | E | D | GP | GC | SG  | Classificado                 |
| --- | ---------- | --- | - | - | - | - | -- | -- | --- | ---------------------------- |
| 1   | Brasil (C) | 13  | 5 | 4 | 1 | 0 | 13 | 7  | +6  | Copa do Mundo Sub-17 de 2023 |
| 2   | Equador    | 11  | 5 | 3 | 2 | 0 | 10 | 4  | +6  | Copa do Mundo Sub-17 de 2023 |
| 3   | Argentina  | 7   | 5 | 2 | 1 | 2 | 6  | 5  | +1  | Copa do Mundo Sub-17 de 2023 |
| 4   | Venezuela  | 7   | 5 | 2 | 1 | 2 | 7  | 5  | +2  | Copa do Mundo Sub-17 de 2023 |
| 5   | Paraguai   | 4   | 5 | 1 | 1 | 3 | 4  | 8  | −4  |                              |
| 6   | Chile      | 0   | 5 | 0 | 0 | 5 | 0  | 11 | −11 |                              |

1. 1 2  Pontos no confronto direto: Argentina 3, Venezuela 0.

| 11 de abril | Argentina                           | 2 – 0     | Chile | Estádio Casa Blanca, Quito   |
| 14:00       | Campos 42' (g.c.) · Echeverri 45+2' | Relatório |       | Árbitro: COL Carlos Betancur |

| 11 de abril | Brasil                   | 2 – 1     | Venezuela  | Estádio Olímpico Atahualpa, Quito |
| 16:30       | João Pedro 6' · Dudu 33' | Relatório | Arango 52' | Árbitro: PER Roberto Pérez        |

| 11 de abril | Equador                                            | 3 – 1     | Paraguai     | Estádio Olímpico Atahualpa, Quito |
| 19:00       | Rodríguez 43' · Bermúdez 61' · Arroyo 90+2' (pen.) | Relatório | Villalba 19' | Árbitro: URU José Burgos          |

| 14 de abril | Brasil                                          | 3 – 2     | Paraguai                   | Estádio Casa Blanca, Quito   |
| 14:00       | Gómez 23' (g.c.) · Rayan 42' · Luiz Gustavo 79' | Relatório | Riveros 19' · Aguayo 90+2' | Árbitro: CHI Felipe González |

| 14 de abril | Argentina        | 2 – 1     | Venezuela   | Estádio Casa Blanca, Quito  |
| 16:30       | López 15', 45+5' | Relatório | Reinoso 24' | Árbitro: ECU Augusto Aragón |

| 14 de abril | Chile | 0 – 3     | Equador                                    | Estádio Olímpico Atahualpa, Quito |
| 19:00       |       | Relatório | Bermúdez 40' · Obando 57' · De Jesús 90+2' | Árbitro: PER Roberto Pérez        |

| 17 de abril | Paraguai | 0 – 0     | Argentina | Estádio Casa Blanca, Quito   |
| 14:00       |          | Relatório |           | Árbitro: COL Carlos Betancur |

| 17 de abril | Chile | 0 – 2     | Venezuela                  | Estádio Olímpico Atahualpa, Quito |
| 16:30       |       | Relatório | Hidalgo 70' · Meléndez 85' | Árbitro: BOL Dilio Rodríguez      |

| 17 de abril | Equador         | 2 – 2     | Brasil                                 | Estádio Olímpico Atahualpa, Quito |
| 19:00       | Arroyo 23', 38' | Relatório | Collahuazo 45' (g.c.) · Kauã Elias 52' | Árbitro: ITA Simone Sozza         |

| 20 de abril | Venezuela                   | 2 – 0     | Paraguai | Estádio Casa Blanca, Quito |
| 14:00       | Martínez 70' · González 85' | Relatório |          | Árbitro: BRA Sávio Sampaio |

| 20 de abril | Chile | 0 – 3     | Brasil                              | Estádio Casa Blanca, Quito   |
| 16:30       |       | Relatório | Rayan 11' (pen.), 31' · Ricardo 59' | Árbitro: COL Carlos Betancur |

| 20 de abril | Argentina | 0 – 1     | Equador | Estádio Olímpico Atahualpa, Quito |
| 19:00       |           | Relatório | Páez 6' | Árbitro: PER Bruno Pérez          |

| 23 de abril | Brasil                                           | 3 – 2     | Argentina                   | Estádio Olímpico Atahualpa, Quito |
| 16:30       | Riquelme Fillipi 11' · Dudu 29' · João Pedro 60' | Relatório | Giménez 33' · Echeverri 55' | Árbitro: CHI Felipe González      |

| 23 de abril | Paraguai | 1 – 0     | Chile | Estádio Casa Blanca, Quito |
| 16:30       | Miño 51' | Relatório |       | Árbitro: ITA Simone Sozza  |

| 23 de abril | Venezuela  | 1 – 1     | Equador  | Estádio Olímpico Atahualpa, Quito |
| 19:00       | Colina 74' | Relatório | Páez 46' | Árbitro: COL Carlos Betancur      |

## Premiação
| Campeonato Sul-Americano Sub-17 de 2023 |
| Brasil                                  |
| --------------------------------------- |
| BRASIL Campeão (13º título)             |

## Artilharia
5 gols
- ARG Claudio Echeverri
- BRA Kauã Elias
- BRA Rayan

4 gols
- ECU Michael Bermúdez
- PAR Rodrigo Villalba
- VEN David Martínez

3 gols
- ARG Agustín Ruberto
- ARG Santiago López
- BRA Dudu
- BRA João Pedro
- ECU Allen Obando
- ECU Geremy de Jesús
- ECU Keny Arroyo
- PAR César Miño

2 gols
- BRA Riquelme Fillipi
- ECU Kendry Páez
- PAR Paulo Riveros
- VEN Juan Arango
- VEN Junior Colina

1 gol
- ARG Juan Giménez
- ARG Kevin Gutiérrez
- ARG Valentino Acuña
- BOL Braian Mamani
- BOL Marcelo Tórrez
- BOL Moisés Paniagua
- BRA Lorran
- BRA Luiz Gustavo
- BRA Matheus Reis
- BRA Ricardo
- CHI Alejandro Hales
- CHI Benjamín Ampuero
- CHI Benjamín Riquelme
- CHI Iván Román
- CHI Víctor Campos
- COL William López
- ECU Jairo Reyes
- ECU Juan Rodríguez
- PAR Ángel Aguayo
- PAR Axel Balbuena
- PAR Jorge Mora
- PER Bassco Soyer
- URU Deivis Barone
- URU Edison González
- VEN Enmanuel Meléndez
- VEN Lucciano Reinoso
- VEN Mayken González
- VEN Rai Hidalgo

Gols contra
- BOL Marcelo Tórrez (para o Paraguai)
- CHI Víctor Campos (para a Argentina)
- ECU Jair Collahuazo (para o Brasil)
- PAR Rodrigo Gómez (para o Brasil)